# Kanton Sourdeval
Der Kanton Sourdeval war von 1790 bis 2015 ein französischer Kanton im Arrondissement Avranches, im Département Manche und in der Region Basse-Normandie; sein Hauptort war Sourdeval.

## Geografie
Der Kanton war 105,22 km² groß und hatte (1999) 4.949 Einwohner, was einer Bevölkerungsdichte von 47 Einwohnern pro km² entsprach. 

## Gemeinden
Der Kanton bestand aus acht Gemeinden:
| Gemeinde              | Einwohner Jahr | Fläche km² | Bevölkerungsdichte | Code INSEE | Postleitzahl |
| --------------------- | -------------- | ---------- | ------------------ | ---------- | ------------ |
| Beauficel             | 156 (2013)     | –          | – Einw./km²        | 50040      | 50150        |
| Brouains              | 167 (2013)     | –          | – Einw./km²        | 50088      | 50150        |
| Chaulieu              | 300 (2013)     | –          | – Einw./km²        | 50514      | 50150        |
| Le Fresne-Poret       | 208 (2013)     | –          | – Einw./km²        | 50193      | 50850        |
| Gathemo               | 258 (2013)     | –          | – Einw./km²        | 50195      | 50150        |
| Perriers-en-Beauficel | 230 (2013)     | –          | – Einw./km²        | 50397      | 50150        |
| Sourdeval             | 3.154 (2013)   | –          | – Einw./km²        | 50582      | 50150        |
| Vengeons              | 503 (2013)     | –          | – Einw./km²        | 50625      | 50150        |

## Bevölkerungsentwicklung
| 1962 | 1968 | 1975 | 1982 | 1990 | 1999 | 2006 |
| ---- | ---- | ---- | ---- | ---- | ---- | ---- |
| 6264 | 6388 | 6193 | 5889 | 5263 | 4949 | 4759 |